# オーバーパンツ
オーバーパンツは、ショーツ（パンティー）の上から重ね穿きするパンツで、「オーバーショーツ」とも呼ばれる。

## 概要
主に重ね履き用に設計された「重ねばきブルマー」「スパッツ」「ショートパンツ」「毛糸のパンツ」「ペティパンツ」などがこれに含まれる。
主に婦人用であるが、年代、男女児問わず幼児用として紙おむつやおむつカバーの上から穿く場合もある。また、スカート・スコート・丈が短く裾がゆったりしているショートパンツ着用時の見せパンとしてオーバーパンツを着用し、また、ボトムス全般で毛糸のパンツを防寒目的で着用する。
またブルマーは最近体育用としての用途は減っているが、重ねばき用オーバーパンツとしての用途は残り、一部では製造、販売は継続されている。
防寒目的にズボンの上から重ねばきをするズボンもこう呼ばれ、主にバイクに乗る、釣りをするなどの目的時に使用され、専用のものも存在する。

## 種類
重ねばきブルマー
体育用としての用途でなく、下着の上から重ね穿きする専用に設計されたもので、体育用に比べて薄手である。綿のものが多いが、ナイロン製やポリウレタン混紡のものもある。170サイズ(身長165～175cmに相当)まであるのでハイティーンの少女にも対応している。
スパッツ・ショートパンツ
スカート・スコート丈より短い丈のものが主に用いられるが、ダブルボトムとしてスカート丈と同じもしくは長い丈のものも穿かれることもある。ショートパンツもオーバーパンツとして用いられるが、丈が短く裾がゆったりしている場合は下着が見えてしまうことがあるので、ショートパンツの中にショートパンツ丈より短いスパッツが用いられる。子供用ではブルマーに替ってこれらに移行する傾向もある。

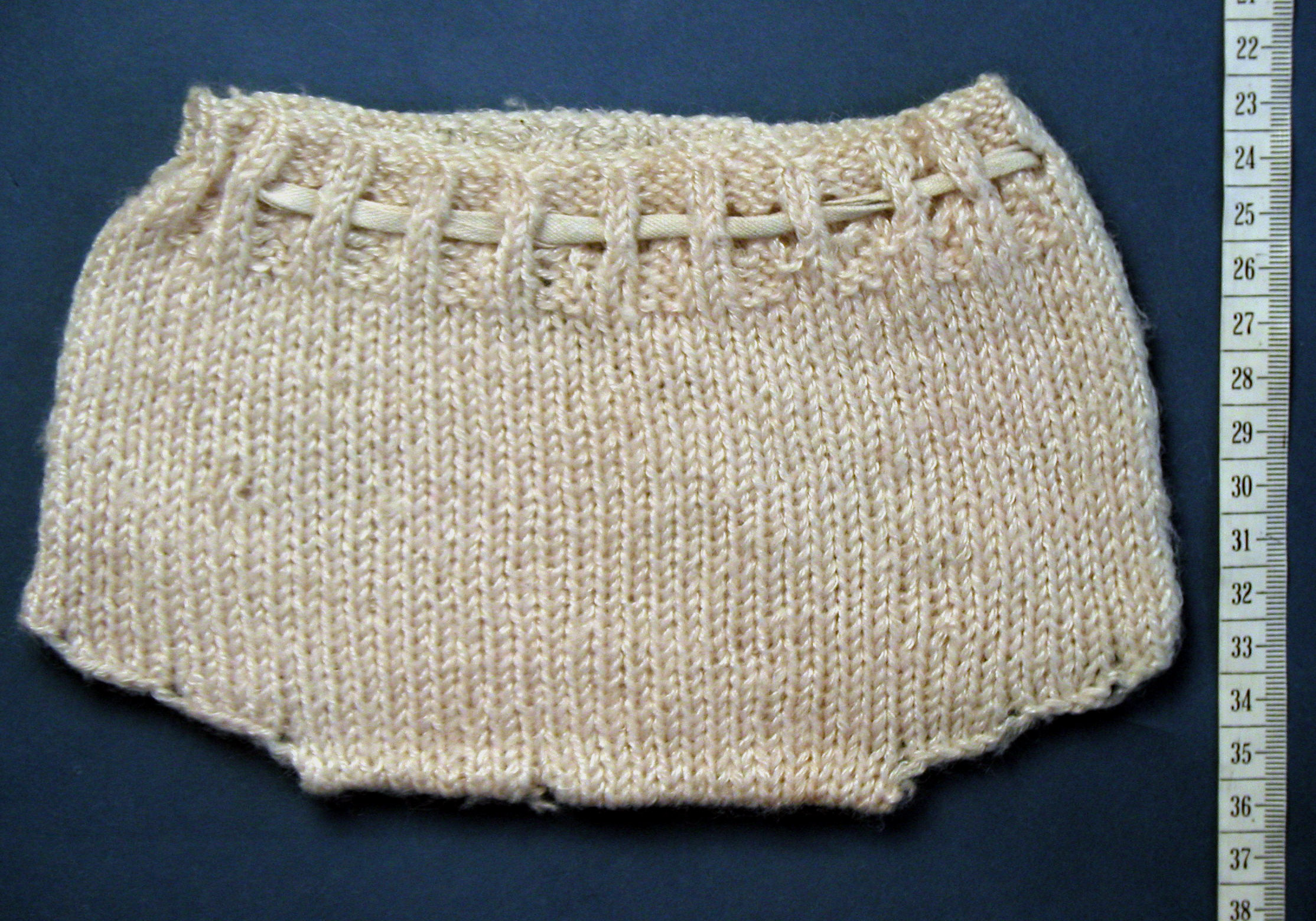
毛糸のパンツ
アクリルなどの毛糸の素材で作られたものであり、保温性があり、暖かくかつはき心地も軽いのが特徴。これのみ、児童向けの防寒用途においては男児用のものもある。高齢者用や、婦人用（主に10代・20代向けのデザインが多い）もある。名称が冴えないため、衣料メーカーが各自ネーミングを工夫している現状がある（ほかほか、サーマル、マシュマロ、ウォーム、ダマール等）。略称としてケーパンともいう。
ペティパンツ
ペティコートのズボン版として登場したため、この名前が付けられた。通気性の良いティアードフリルのレースの飾りが施された、短めのズボンの形をしている。主に盗撮防止などの目的で、ペティコートと同じようにスカートの下に着用するケースが多いが、アウターとしての着こなしも可能なデザインのものもある。他のオーバーパンツに比べると、以下のような面で優れている。スパッツは、色が濃い物でも下着が透けて見えてしまうことがあるが、ペティパンツはティアードフリルによって、透けるのを防ぐことができる。短パンの場合は、足と生地の間に僅かな隙間が出来て、下着が見えてしまうことがあるが、ペティパンツはフリルが隙間を埋めて隠してくれる。重ねばきブルマーは、透けない厚みのある素材が使われているため、通気性が妨げられて蒸れやすい問題を抱えている。ティアードフリルで目隠しされるペティパンツは、比較的薄い通気性の良い素材が使えるため、蒸れの問題もうまく解決できる。また、スカートに下着のラインやポケットの中身の形が浮かび上がらないように形を整える、ペティコートと同様の機能を持っている。冬は適度に空気を貯めて保温効果を高めたり、夏はスカートに汗が付着するのを防いで効率よく蒸散させる効果も期待できる。他のオーバーパンツと比べて、以上のような幾つもの優れた機能を併せ持っているため、社会問題化している盗撮を防ぐ目的で、制服の下に着用することを推奨する学校が少しずつだが増える傾向にある。